# Värmane

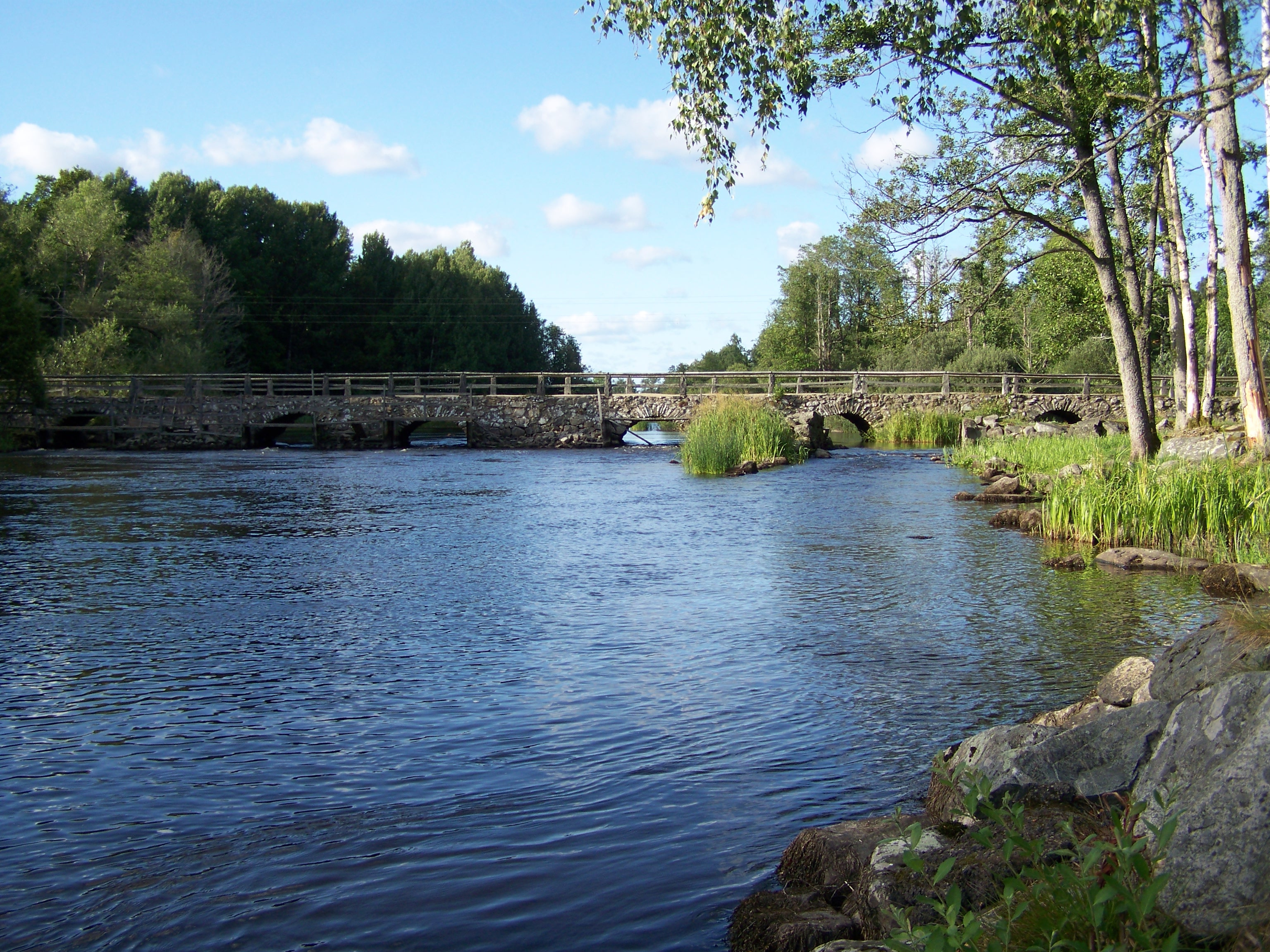
Blidingsholmsbron över Mörrumsån, där en värmane restaurerades 2020

Värmane  (av värme = 'fors, vattenfall') är en utbyggd fångstanordning i strömt vatten för fångst av nedgående ål. Genom strömstyrkan hindras fisken att gå tillbaka. Ofta är pressen så stark, att fisken dör, och det behövs ett särskilt rum, till vilket ålen kan dra sig tillbaka för att inte skadas av vattenströmmen. Ett värmane hör principiellt samman med andra avspärrningstyper. avpassade för vandringsfisk till exempel  vrakhus för lax och ålkista för ål.  
Avspärrningen i ett värmane består av dammkar och mellan dem "lansätt", vari ett varierande antal laner kan sättas. Värmaner har varit vanliga i Mörrumsån, där de är egna fastighetsbildningar och således utgör egna rättsobjekt med geografiskt preciserade namn. De är ofta samägda av flera hemman ett slags "kollektiv egendom med kooperativt arbete före och efter individuell dygnsbrukning" i likhet med kvarnlag, hyttlag och såglag på andra håll i Sverige. Ålfisket i Mörrumsån nedströms Åsnen har förekommit med åtminstone 14 värmane mellan Åsnens utlopp vid Hackekvarn och Slattesmåla, strax nedströms Granö. 
Idag sker fiske med två värmanen i Mörrumsån. De ligger i anslutning till Blidingsholmsbron och vid Havbältan i Almundsryds sockenm omkring 1,5 kilometer norr om Billingsholmsbron. Den första är fortfarande till sin konstruktion i huvudsak byggd i trä, medan Havbältans värmare förbättrades 1948 med hjälp av betongfundament.

## Förteckning är historiska värmane i Mörrumsån från Åsnen till Slattesmåla[1]
- Ekefors värmane
- Hackekvarns värmane
- Havbältans värmane
- Blidingsholms och Trestenshults värmane vid Holmabron
- Ålshults kanals värmane
- Prästgårdsvärmanet
- Gamla värmanet
- Stora Ryds värmane, även kallat Luckan
- Idekulla kvarnfiske
- Inlockahults värmane
- Vrångeboda värmane
- Vrångeboda nedre  värmane
- Granö värmane
- Slattesmåla. tidigare Skåramåla värmane